# Jet (barre chocolatée)
Jet est une barre de chocolat colombienne produite et commercialisée par le groupe Nutresa depuis 1961. Elle se présente généralement comme une barre de 11 g empaquetée dans une feuille de papier et d'aluminium de couleur bleue avec le logo de la marque représentant un jet.
Il existe d'autres variantes de diverses tailles et saveurs comme Cookies and Cream et autres comme le riz croustillant.
En début 2019, la marque produit près d'un million de barres chocolatées par jour. En 2012, elle en vendait 200 millions par an, contrôlant ainsi 30% de son marché en Colombie et faisant un bénéfice de 100 000 millions de pesos colombiens. Son premier cité parmi les consommateurs colombiens était à 87 % les enfants et les jeunes, pendant que chez les 25-34 ans ce même indice était de 91%.
Cette barre est très implémentée dans la société colombienne, si bien qu'elle devient une des marques les plus connues de Colombie grâce à sa modernité, les innovations marketing pour présenter des dérivés, et la création de divers albums d'autocollants à édition limitée,.

## Histoire
Le groupe Nutresa à son époque "Compañía Nacional de Chocolates" en français : « Compagnie nationale de chocolats » créé la marque Jet. Le nom viens du fait que la création de la marque se fait peu après l'arrivée des premiers avions à réaction en Colombie.
En avril 2015, lors d'un différend entre le groupe Nutresa et la Comercializadora Seul dû au fait que Nutresa s'oppose à la création de la marque "Chocoyeta" par son concurrent la Superintendencia de Industria y Comercio (es) approuve une résolution qui accroit la popularité de la marque Jet.

## Albums d'autocollants
Le succès commercial de la marque s'explique aussi par le démarrage en 1962 d'une série d'albums : les albums des barres Jet (es) qui sont des petites images qui sont dans chaque emballages. Ces images mettent en lumière la culture et la biodiversité colombienne ou bien la beauté des paysages.
Le premier album est appelé La Conquista del espacio en français : « la conquête de l'espace » et présente des images liées à la Course à l'espace. Les images sont conçues pour être adhérentes à l'album avec de la colle que l'on trouve communément chez les élèves.
En 1963, le deuxième album est lancé : Auto-Jet où l'on parcours l'histoire de l'automobile. A l'époque, l'album connait une grande importance pour les familles colombiennes.
la dixième édition a été annoncée le 5 mars 2021 et son lancement officiel a lieu le trois jours plus tard.